# Modesti (kläddetalj)

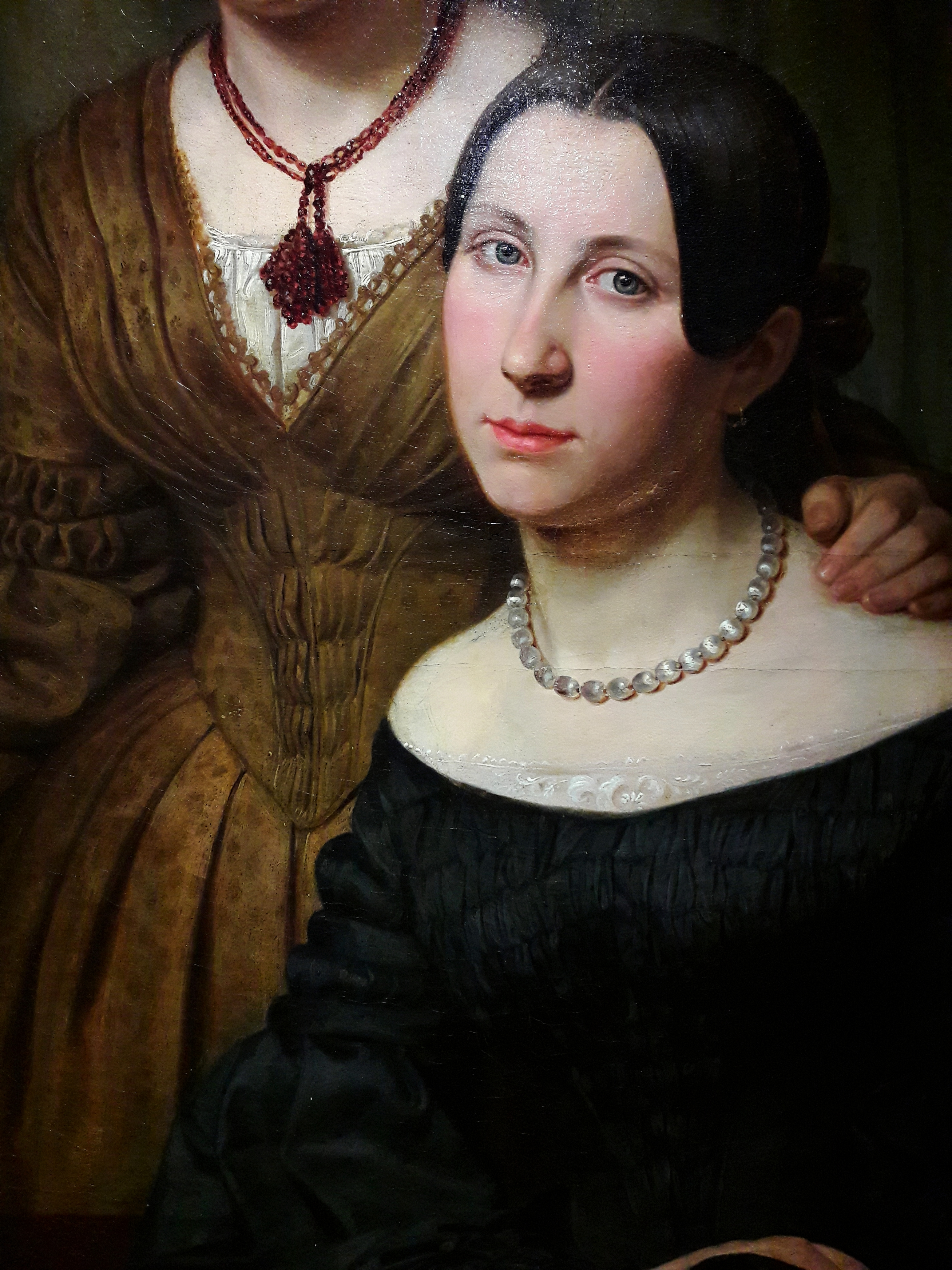
Två kvinnor, Tyskland. Kvinnan i bakgrunden med modesti, 1830-talet.

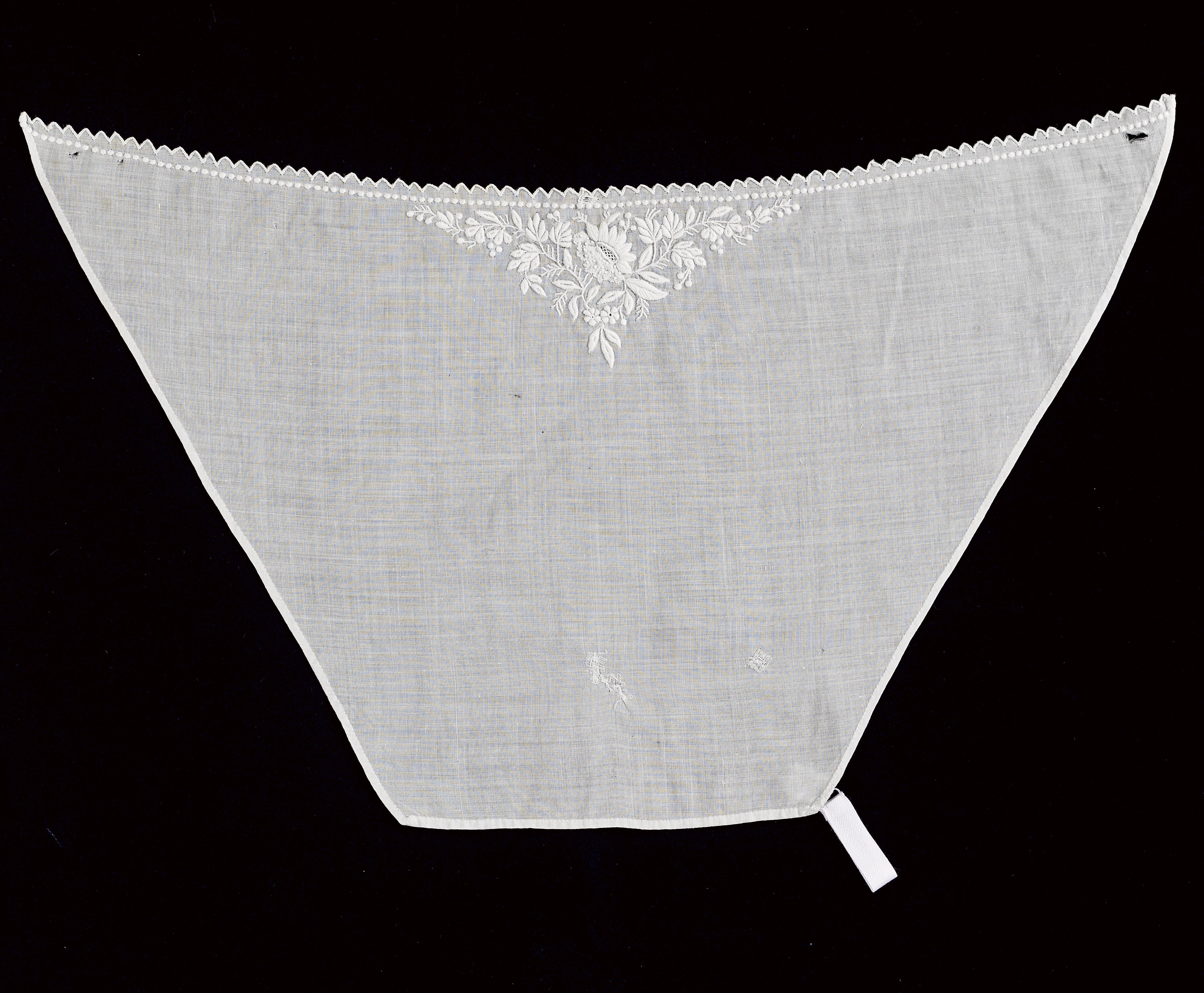
Modesti av bomull mellan 1830 och 1850.

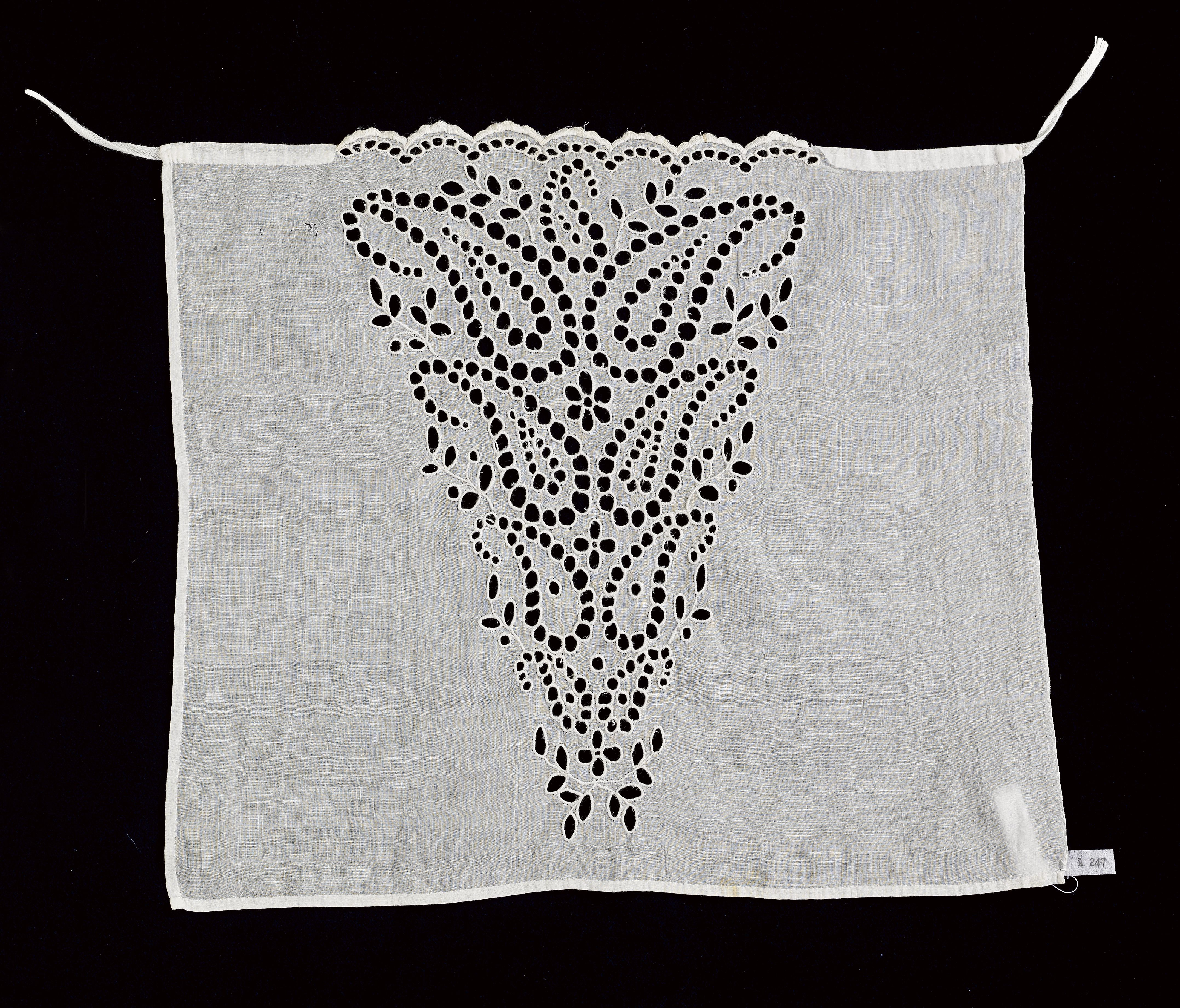
Modesti av bomull mellan 1850 och 1860.

Modesti (franska modestie, av latin modestia 'måtta', 'anständighet'), (bröstlapp, bröstduk) är en lös isättning av tunt tyg, ibland veckat, broderat eller spetsprytt, med syftet att moderera exponeringen av, eller helt täcka ”klyftan” framtill i kvinnors decolletage, alternativt dölja underkläder. 
I medeltid var det en duk av linne, men gjordes senare av finare tyg och var ibland rikt dekorerad. I slutet av 1600-talet antog den triangulär form, och nålades fast på den hårda korsetten. Dekoren kunde ofta imitera en snörning. Med helskurna klänningar under senare delen av 1700-talet försvann den ur modet, men återkom på 1830-talet under viktorianismen och levde på sina håll kvar i annan form i det folkliga dräktskicket, exempelvis i Skåne som en smyckad lapp av rektangulär form.
Ordet modesti betecknar egentligen dels en "(kvinnas) ärbarhet eller sedesamhet; tukt", dels "god ton, takt" särskilt "i fråga om någons framträdande: blygsamhet, försynthet, anspråkslöshet", vilket bildligt överförts på kläddetaljen.

## Bilder

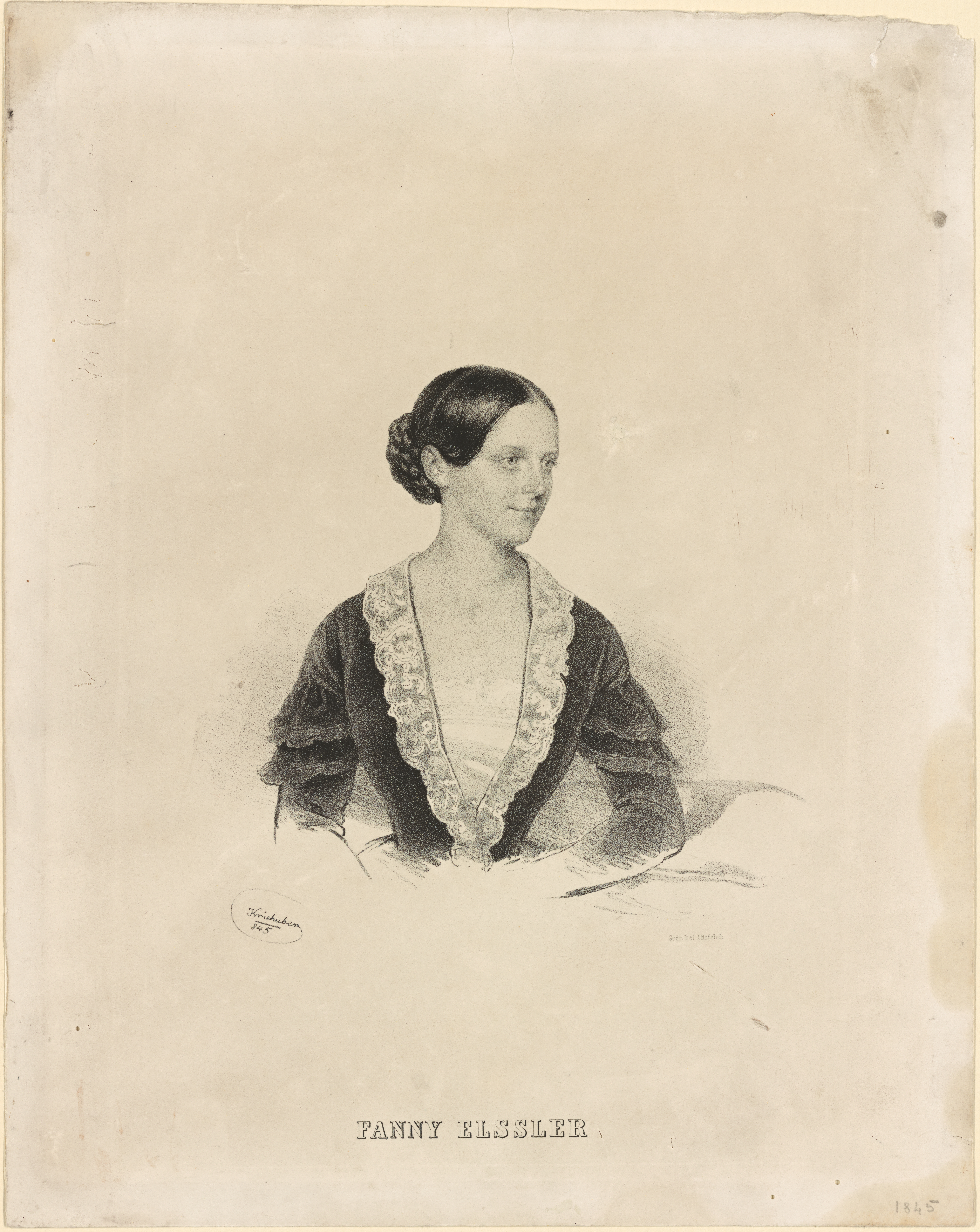
Ballerinan Fanny Elssler i svart klänning med djup urringning och modesti med spets, 1845.
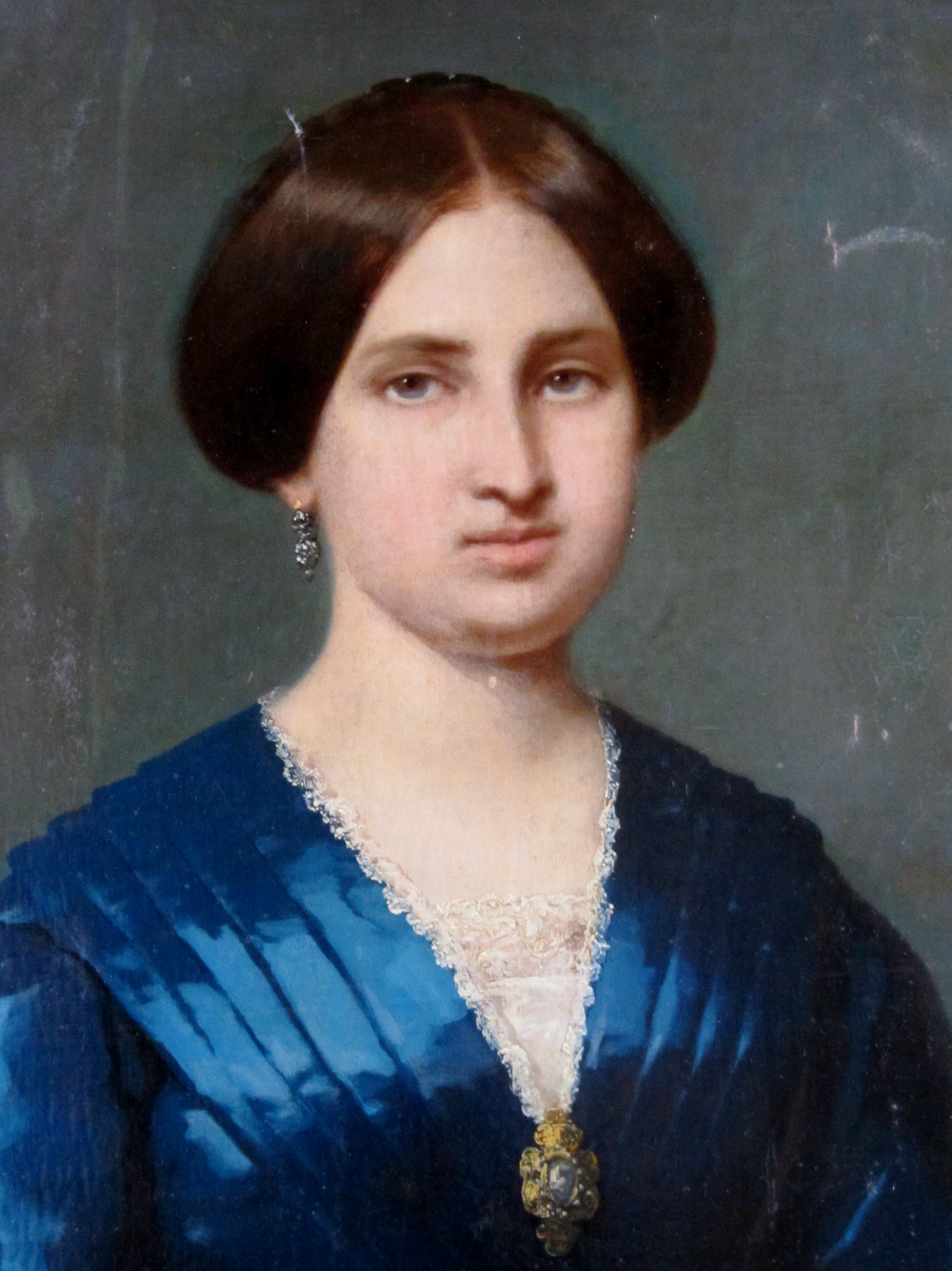
Doña Clorinda Rosales Bascuñán med modesti, omkring 1850.